# Bittersweet World
Bittersweet World – trzeci studyjny album piosenkarki Ashlee Simpson, wykonującej muzykę pop/rock, wydany 22 kwietnia 2008 w USA. Jako singiel wydała dwie piosenki Outta My Head (Ay Ya Ya) i Little Miss Obsessive. Album nie został wydany w Australii, ponieważ jego produkcja została wstrzymana z powodu ciąży artystki.

## Lista piosenek
1. Outta My Head (Ay Ya Ya)
2. Boys
3. Rule Breaker
4. No Time For Tears
5. Little Miss Obsessive
6. Ragdoll
7. Bittersweet World
8. What I've Become
9. Hot Stuff
10. Murder
11. Never Dream Alone
12. Invisible (utwór dodatkowy)

## Produkcja
W listopadzie 2006 ogłosiła rozpoczęcie pracy nad nowym albumem. W tym samym czasie zagrała w musicalu Roxie Hart w Chicago. W grudniu 2006 rozpoczęła współpracę z Ron Fair, wtedy ogłosiła wydanie albumu w późniejszym terminie. 6 marca 2007 w telewizji MTV ogłosiła, że jej kolejna płyta ukaże się w sklepach już niebawem, i że będzie pracować z gwiazdami. 22 marca 2007 ojciec Ashlee, jako jej menedżer, zaprosił do współpracy Kenna and Chad Hugo. Po pewnym czasie do produkcji płyty przyłączyli się: Timbaland, John Legend i Tim Rice-Oxley. W czerwcu 2007 powiedziała dla telewizji E! News, że jej płyta będzie taneczna i bardzo zabawna.

## Single

### Outta My Head (Ay Ya Ya)
Piosenka, promująca trzeci album artystki, została wydana 13 listopada 2007. Teledysk miał swoją premierę miesiąc później w programie MTV trl. 5 lutego ukazał się remix tej piosenki w oficjalnym wydaniu. W teledysku do piosenki Outta My Head Ashlee opisuje nienawiść do paparazzich i fotoreporterów. Na początku Ashlee leży znudzona na łóżku, wstaje gdy ściany zaczynają pulsować i znikać. Nagle znajduje się na pustkowiu, gdzie pozostały jedynie jej meble, ona i skalna twarz Ashlee, która również śpiewa.

### Little Miss Obsessive
Drugi singiel promujący trzecią płytę Ashlee, wydany 11 marca 2008. Do amerykańskiego radia piosenka trafiła 7 dni później. Piosenka została nagrana z udziałem Toma Higgensona.